# Delphacodes minuscula
Delphacodes minuscula är en insektsart som först beskrevs av Géza Horváth 1897.  Delphacodes minuscula ingår i släktet Delphacodes och familjen sporrstritar. Inga underarter finns listade i Catalogue of Life.